# Aqeela Asifi

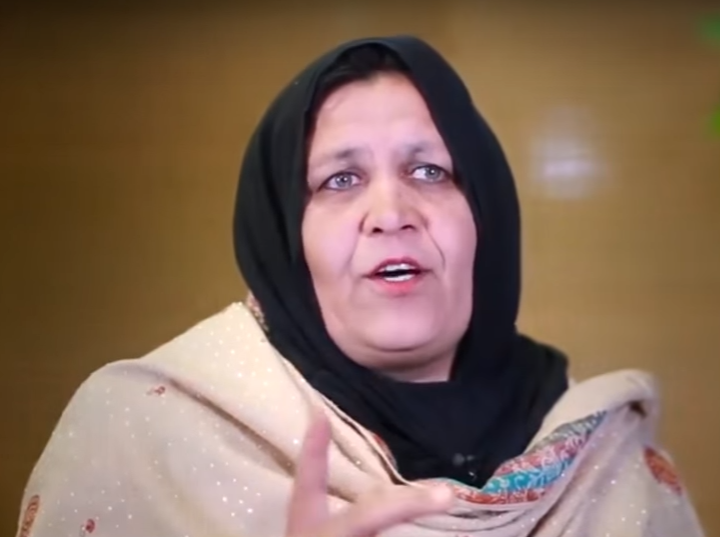
Aqeela Asifi (2016)

Aqeela Asifi (* 1966 in Afghanistan) ist eine afghanische Lehrerin. In Mianwali, Pakistan hat sie tausende geflüchtete Kinder unterrichtet.
Asifi studierte in Afghanistan Lehramt in den Fächern Geschichte und Geographie.
Als die Taliban 1992 die Kontrolle über Afghanistan übernahmen, musste sie ihr Land verlassen. Als sie als Geflüchtete im Aufnahmelager in Kot Chandna, Mianwali ankam, gab es dort keine Schulen für geflüchtete Kinder. Asifi errichtete eine Schule in einem gemieteten Zelt. Im Jahr 2017 existieren neun Schulen mit über 1500 Schülern im Aufnahmelager. Viele dieser Schulen werden auch von afghanischen Mädchen besucht.
2015 wurde Asifi für ihre unermüdlichen Bemühungen um Bildungsangebote für geflüchtete afghanische Kinder mit dem Nansen-Flüchtlingspreis ausgezeichnet. Den Großteil des Preisgeldes von 100.000 US-Dollar verwendete sie zur Finanzierung der Errichtung einer neuen Schule. Der Preis zeichnet außerordentliches Engagement für Geflüchtete aus.

## Auszeichnungen
- Nansen-Flüchtlingspreis 2015